# Ouret-Hékaou

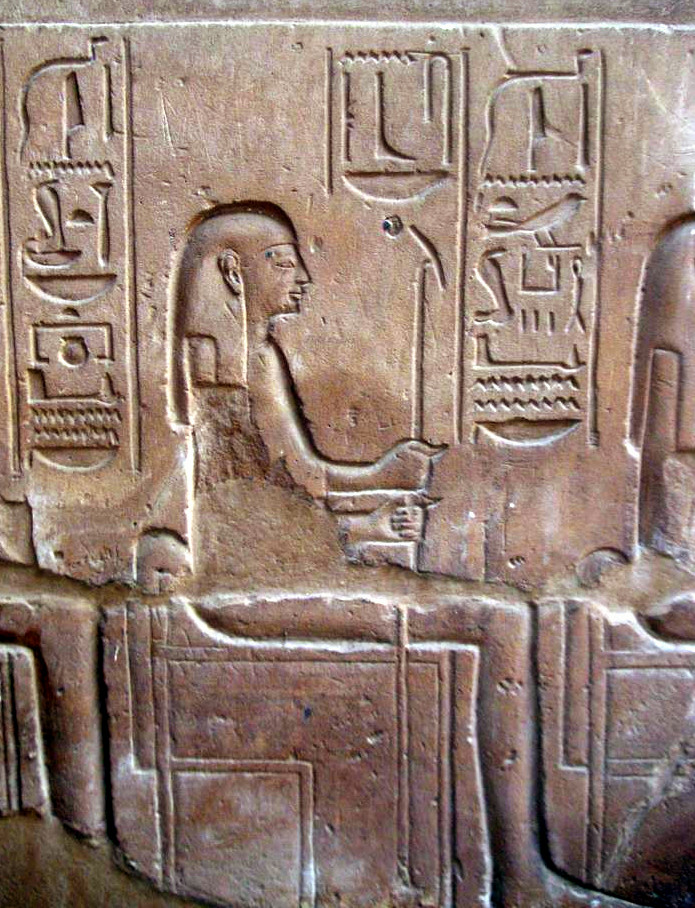

La déesse Ouret-Hékaou, la Grande Magicienne, est représentée vêtue d'une longue tunique étroite, avec une tête de lionne coiffée d'une perruque surmontée d'un disque solaire orné d'un uræus. Elle incarne les couronnes royales. Elle est la personnification de la puissance surnaturelle des dieux.
On la voit représentée :
- à Karnak, dans la grande salle hypostyle, sur le mur nord, dans une scène réalisée sous le règne de Séthi Ier, représentant ce dernier recevant les jubilés de Rê-Horakhty et de la déesse ;

- dans le Ramesséum, imposant la couronne khépresh sur la tête de Ramsès II, en présence de deux autres dieux, Amon-Rê et Khonsou ;

- dans le petit temple d'Abou-Simbel, où Ramsès II offre de l'encens à Amon-Rê, à Ptah et à la déesse.